# Rudolf Stahlecker
Rudolf Eugen Stahlecker (* 25. November 1898 in Sternenfels bei Pforzheim; † 26. Oktober 1977 in Urach) war ein deutscher Lehrer, Geologe und Wirbeltierpaläontologe.

## Leben
Er studierte bei dem deutsch-baltischen Paläontologen Friedrich von Huene an der Universität Tübingen. Er war seit 1918 Mitglied der Studentenverbindung Lichtenstein Tübingen, der auch sein Vater und seine Brüder Walter und Gerhard angehörten. Er nahm 1928 und 1929 an Expeditionen im brasilianischen Bundesstaat Rio Grande do Sul teil, um dort Fossilien zu sammeln. Er sammelte außerdem auch Fossilien in Argentinien.
Ihm zu Ehren erhielt Stahleckeria potens ihren Namen. Die fossilen Überreste dieses Dicynodontiers wurden bei São Pedro do Sul in der paläontologischen Fundstätte Chiniquá ausgegraben.
Nach seiner Promotion wurde Stahlecker nicht Wissenschaftler, sondern Biologielehrer an einem Stuttgarter Gymnasium. „Der Führer will das Volk lehren, wieder biologisch zu denken, wir Naturwissenschaftler müssen hier seine ersten Mitarbeiter sein“, verbreitete er als seine Devise. Zum 1. Mai 1933 wurde er als Mitglied in die NSDAP mit der Mitgliedsnummer 2.925.857 aufgenommen. Nur vier Jahre später, am 3. April wurde er auch Mitglied der SS mit der Mitgliedsnummer 291.174. Nach der Entnazifizierung musste er einige Jahre als Pädagoge pausieren, obwohl er als Biologielehrer nicht so intensiv in den Nationalsozialismus involviert war wie sein jüngerer Bruder, der SS-Brigadeführer und Befehlshaber der Einsatzgruppe A Walter Stahlecker.

## Werke
- Brauner Jura und Tektonik im Kirchheim-Uracher Vulkangebiet. Schweizerbart, Stuttgart 1926.
- zusammen mit Friedrich von Huene: Geologische Beobachtungen in Rio Grande do Sul. In: Neues Jahrbuch für  Mineralogie. Band 65, 1931, S. 1–82.